# نقاش عام
النقاش العام قد يعني ببساطة النقاش بين العامة، أو النقاش على الملأ. ويستخدم هذا المصطلح أيضًا لنمط رسمي خاص من النقاش في سياق الأحداث التنافسية أو السياق التعليمي. يتنافس فريقان من فردين في ست جولات من الجدال ويقدما خلالها أحاديث للإقناع حول موضوع معين.

## قبل النقاش
قبل أن تبدأ الجولة، يتم تعيين الفريقين كفريق التأكيد أو فريق النفي. ثم يعرض على الفريقين ثلاثة موضوعات للاختيار من بينها. ويحصل فريق التأكيد على الضربة الأولى مما يعني أنه سيأخذ أحد الموضوعات من القائمة. ويترك لفريق النفي موضوعين للاختيار من بينهما، ويختار الفريق الموضوع الذين يريد مناقشته باستخدام الضربة وإزالة الموضوع الذي لا يريد الفريق الحديث عنه. ثم يترك الفريقان لمدة 15 دقيقة لوضع إطار للقضية التي يرغبون في تقديمها. وفي نهاية تلك الفترة يجتمع الفريقان معًا مرة أخرى ويبدأ النقاش
تتم الإشارة إلى أعضاء كل فريق كما يلي؛
- قائد فريق التأكيد
- عضو فريق التأكيد
- قائد فريق النفي
- عضو فريق النفي

## الجدول الزمني
فترة تحضيرية : 15 دقيقة
قائد فريق التأكيد: 7 دقائق
قائد فريق النفي: 8 دقائق
عضو فريق التأكيد: 8 دقائق
عضو فريق النفي: 8 دقائق
تفنيد قائد فريق النفي: 4 دقائق
تفنيد قائد فريق التأكيد: 5 دقائق
وكما هو الحال في أي أسلوب للنقاش، قد تختلف الفترات الزمنية لكل فرد باختلاف الجولات

## المعلومات الإجرائية
مع بداية كل حديث، يتوقع من المتحدث أن يتوجه بالشكر إلى شريكه في الفريق وإلي المعارضة والحكم وإلي أي شخص يتابع النقاش. ورغم عدم أهمية ذلك ظاهريًا، فإنه تفصيلة رسمية يتوقع من كل مناقش أن يقوم بها. وعند طرح سؤال على عضو الفريق المقابل، عليك أن تقف وتنتظر حتى ينتهي المتحدث من تسجيل سؤاله. وقد يتم طرح الأسئلة في أي وقت أثناء النقاش ما عدا استثناءات بسيطة.
- هل هو تفنيدي
- هل كان أثناء الدقيقة الأولى من الحديث
- هل كان بعد الدقيقة الأخيرة من الحديث
- هل وضع المتحدث أية قيود على طرح الأسئلة أو رفض الإجابة عن سؤال ما

لاحظ أنه إذا رفض المتحدث أن يسجل سؤالاً، فقد ينعكس هذا بالسلب على المتحدث. كما لا يجب أن يوجه المتحدث مباشرةً أية إهانة أو هجوم على معارضيه، ما عدا ما يتعلق بالنقاط التي يعرضها. وبالمثل، لا يسمح بالأحاديث الجانبية أثناء إلقاء الحديث فهذا من شأنه تشتيت انتباه المتحدث. فالطريقة الوحيدة لتعبير الشخص عن موافقته على الموضوع هي أن يدق بيده على الطاولة. ولا يسمح للمتحدث أثناء حديث التفنيد أن يعرض أية نقاط جديدة للمعلومات أو التحدث عن أي شيء لم تتم تغطيته فعلاً.

## قائد فريق التأكيد
يعد قائد فريق التأكيد مسؤولاً عن النقاط الأساسية المختلفة في النقاش. فبصفته المتحدث الأول، يجب أن يعرف القرار الذي توصل إليه الفريق من قبل. فعلى سبيل المثال، إذا تم حسم: القرار هذا المنزل سيتخلى عن اللجوء إلى التعذيب تجاه مقاتلي العدو. سيكون قائد فريق التأكيد مسؤولاً عن تعريف معنى هذا المنزل ومقاتلي العدو وأي كلمة أساسية في هذا القرار. وأي شيء يفشلون في تفسيره فمن حق قائد فريق النفي تعريفه، مما يعني أن فريق التأكيد في ورطة. ويكون قائد فريق التأكيد مسؤولاً أيضًا عن تمثيل الخطة. فتلك الخطة هي السبيل لتنفيذ فريق التأكيد للقرار. وبالتطبيق على القرار المذكور في المثال أعلاه، ستكون الخطة تشبه الخطة التالية، «سيمرر الكونغرس قانونًا ينص صراحةً على الحظر التام لأي وكل أشكال المعاملة غير الإنسانية تجاه الأفراد في أزمنة الحرب أو السلام على أي مستوى من القيادة». وإذا فشل فريق التأكيد في تقديم خطة، يمكن لفريق النفي أن يدعي أنهم هم الفائزون تلقائيًا لأن فريق التأكيد لم يقدم إجراءً ملموسًا ليفندوه وبهذا تسقط القيمة التعليمية للنقاش تمامًا. وبعد هذا يستخدم فريق التأكيد ما تبقى من الوقت لتخطيط هذه القضية.

## قائد فريق النفي وعضو فريق التأكيد وعضو فريق النفي
يجب أن تقوم الأحاديث الثلاثة الوسطى جميعًا بإنجاز شيئين مهمين في أحاديثهم. الحديث الأول يفند قضية المعارضين بينما يضع الحديث الثاني الأساس لقضيتهم هم. ومن الأهمية بمكان أن نلاحظ أنه إذا فشل أي من الفريقين في تفنيد نقطة قدمها الفريق المعارض أو تفنيد ادعاء ضد قضيتهم قدمه المعارضون فإن هذا يعتبر جدالاً منتهيًا وقد يؤدي إلى خسارة النقاش.

## التفنيد
كلمة التفنيد هي أقصر الأحاديث المقدمة في النقاش، ولكنها هي الموضع الذي يحدد ما إذا كانت النقاشات خاسرة أو رابحة. فمن المتوقع أن يقوم كل متحدث بتلخيص النقاط المهمة في النقاش فيما يسمى بنقاط التصويت. فكل نقطة تصويت هي نقطة للمعلومات التي يرى الفريق أنها تفسر جيدًا سبب فوزهم في النقاش. وفي أثناء حديث التفنيد، لا يسمح للمتحدث بعرض نقاط معلومات جديدة وإذا حدث ذلك فلن يتم تضمين تلك النقاط في قرار المحكمين.

## تسجيل الملاحظات
يستخدم المناقشون نموذجًا متخصصًا لتسجيل الملاحظات لمتابعة النقاط الجدالية المقدمة أثناء النقاش. وبصورة تقليدية، يتم تقسيم ملاحظات المناقش إلى مسارات منفصلة لكل نقطة جدلية مختلفة في جولة النقاش. وهناك أساليب متنوعة لتسجيل الملاحظات ولكن ينطوي أشهر أسلوب متبع على أعمدة من النقاط يتم عملها أثناء الحديث بما يسمح للمناقش بمطابقة استجابات المتحدث التالي بالنقاط الجدالية الأصلية. وهناك اختصارات معينة للكلمات المستخدمة عمومًا لمسايرة معدل الحديث السريع. فعلى سبيل المثال، يستخدم الرمز "ح ق" للإشارة إلى "حقوق الإنسان. وتختلف الاختصارات أو الرموز باختلاف المناقشين.

## مصطلحات
- نقاش القيمة: نقاش القيمة هو نقاش يتناول قيمة معينة مثل حقوق الأفراد أو العدالة. ومن المتوقع في نقاش القيمة أن يناقش أهمية المفاهيم وليس سياسة معينة.
- النموذج التحليلي: ما يروق للمحكم وما يكرهه
- القدرة: مقدار التغيير الذي سيحدثه قرار أو خطة معينة. فإذا افتقرت الخطة إلى القدرة، فهذا يعني أنها لن تحدث أي تأثير إيجابي عند تنفيذها.
- جمهور المقاعد الرخيصة: الجمهور (رغم أنها طريقة ظريفة لإطلاق ضحكات قصيرة في الجولة، فقد استخدم هذا المصطلح استخدامًا زائدًا وله دلالات عرقية ينصح بتجنب استخدامه).
- نقاط التصويت: النقاط المهمة والمركزية التي ينبغي أن يصوت عليها المحكم.
- الخطة: الأسلوب الذي سيتبع لتنفيذ القرار.
- الخطة المضادة: خطة يقدمها أحيانًا الفريق المعارض لتقف في وجه خطة فريق التأكيد.
- تدمير القيمة التعليمية للنقاش: يعني أن فريق التأكيد وضع العديد من القيود على الموضوع في محاولة مباشرة ليصبح من الصعب أن يجادل الفريق المعارض ضد الموضوع.
- تسجيل الملاحظات: مجموعة مستمرة من الملاحظات تشارك في تنفيذ النقاش لمتابعة النقاط التي تم عرضها.
- خارطة الطريق: مخطط النقاط التي سيعرضها المتحدث أثناء حديثه يقدمها المتحدث قبل حديثه ليكون من السهل تسجيل الملاحظات.

## وصلات خارجية
- - General information
  - Oregon Debate page
  - International Public Debate Association
  - Australasian Intervarsity Debating Association
  - Australasian Intervarsity Debating Association (2002-3)
  - American Parliamentary Debate Association United States collegiate parliamentary debate organization.
  - National Parliamentary Debate Association United States collegiate parliamentary debate organization.
  - National Parliamentary Debate League United States high school parliamentary debate organization.
  - Associated Leaders of Urban Debate - A national organization promoting debate to the general public
  - World Debate Website - Information about university debating events around the globe
- Online Debating
  - Argument Stadium - Where you can debate online about anything, anytime
- Recordings
  - Parlidebate.com - Video and audio recordings of American parliamentary debate rounds.